# 포상 관광
포상 관광(褒賞 觀光, Travel incentive; Incentive travel)은 국제 비즈니스에서 이윤, 현금 회전, 인사 관리, 고객 관리 분야에서의 향상을 위한 변화를 이끄는 도구에 대한 보상의 구성요소이다.
포상 프로그램(Incentive Programme)은 다른 산업의 이익을 보조하거나 투자의 촉진을 이끄는 단편적인 요소라기 보다는 미래에 대한 전망을 제시하기 위해 특정 기관이 조직하는 프로그램이다. 포상 관광에 대한 투자는 투입량의 4배가량의 효과를 거두는 것으로 알려져 있으며, 포상 관광에서 얻어지는 이익으로 인해, 해당 업무의 종사자들의 급료가 평균 8.5%가량 증가하는 것으로 알려져 있다.
2010년 포상 연구 재단(The Incentive Research Foundation)에서는 「성공적인 포상 프로그램의 구성요소」(The Anatomy of a Successful Incentive Program)라는 논문을 발표한 바 있다. 이 연구는 어떤 회사들이 인센티브 프로그램들을 적절히 사용할 때 최고의 이익을 창출했다고 밝히면서, 인센티브 프로그램을 성공적으로 적용할 데 대한 방안과 실례들을 제시하고 있다.

## 기본 개념
포상 프로그램에서 얻어지는 보상에 대한 기대는 그 프로그램에 참여하는 구성원들이 그 보상을 얻을 수 있는 행동을 하게 한다. 포상 프로그램의 일종인 ‘보상 관광(Travel Reward)’은 참여자가 경험과 체험을 한다는 점에서 다른 보상 체계와는 구별된다. 그러한 경험에 대한 기대는 참여자의 행동을 그 경험에 참여하지 않는 사람은 보상을 받을 수 없는 독특한 방향으로 이끈다. 종종 포상 프로그램에서 얻어지는 현금 보상이 참여자의 고정적인 수입원이 되어 그 참여자의 행동을 규격화 하기도 한다. 그러나 포상 관광에서의 보상은 참여자의 행동을 변화시키는 것을 기본 목표로로 둔다.

## 실제적 적용
동기 이벤트 마케팅(Motivational Event Marketing) 시장의 83.7%는 판매 상품 시장을 목표로 하고 있으며, 동기 이벤트 마케팅 시장의 57.1%는 비판매 상품 시장을 목표로 두고 있다.

## 경제적 효과
관광업 전체에서 포상 관광 산업의 일종인 포상 여행, 포상 회의, 포상 이벤트는 약 15%가량을 차지하고 있으며, 이러한 포상 관광 산업은 240만개의 일자리를 창출하였다. 포상 관광 산업 시장의 규모는 2400억 달러에 이르며, 미국 여행 연맹에 의하면 390억 달러에 이르는 세수입이 추가적으로 형성되었다. 한편, 포상 연구 재단의 연구에 의하면, 포상 관광 산업 시장은 매년 130억 달러규모씩 성장하고 있다.

## 같이 보기
- MICE 산업
- 포상 프로그램